# Athena (Band)
Athena ist eine türkische Ska-Punk-Band aus Istanbul. Die ständigen Bandmitglieder sind die Zwillingsbrüder Gökhan und Hakan Özoğuz (* 11. Oktober 1976 in Istanbul).

## Geschichte
Die Zwillinge Gökhan und Hakan Özoğuz begannen 1987 gemeinsam Musik zu machen. Mit Punished Society gab es im Jahr 1991 die ersten Aufnahmen, 1993 erschien das erste inoffizielle Album One Last Breath. Zu diesem Zeitpunkt spielte Athena noch Thrash Metal. Im Laufe der nächsten Jahre coverte Athena viele Ska-Stücke bei ihren zahlreichen Konzerten, die vom türkischen Publikum positiv aufgenommen wurden, obwohl Ska in der Türkei zu dieser Zeit noch wenig bekannt war. 1998 nahm Athena das erste reguläre Album in der Besetzung mit Gökhan als Sänger, Hakan als Gitarrist, Ozan Karaçuha als Bassist und Turgay Gülaydın als Schlagzeuger auf. Betitelt wurde es Holigan. Darauf ist Ska-Punk mit größtenteils türkischen, selten englischen Texten, gewürzt mit orientalischen Klängen und einer Spur Oi!-Punk zu hören. Einige der Stücke, wie zum Beispiel Tarlaya Ektim Soğan oder Yaylanın Çimenine, sind traditionelle türkische Lieder, die als Ska-Punk-Songs arrangiert wurden. Das Lied Devam … Boşver ist auch auf dem Sampler United Colors of Ska Vol. 3 zu finden. Mit dem nächsten Album Tam Zamanı Şimdi von 2001 steuerte Athena einen Titel als Unterstützer- beziehungsweise Anfeuerungssong für die türkische Basketballnationalmannschaft bei, und zwar On İki Dev Adam. 2002 folgte das dritte Werk mit dem Titel Herşey Yolunda. 
Als Vertreter des Gastgeberlandes vertrat Athena die Türkei beim Eurovision Song Contest 2004 in Istanbul mit dem Titel For Real und belegte den vierten Rang mit 195 Punkten. Die Band erreichte damit die bis heute höchste Punktzahl des Landes beim Wettbewerb. For Real erreichte eine Platzierung in den deutschen Single-Charts, wo der Song 5 Wochen lang vertreten war. Wenig später erschien das Album US, auf dem eine türkische Version des Eurovision-Beitrages enthalten ist. In Deutschland war Athena 2004 zweimal als Vorgruppe der Ärzte zu sehen.
2005 wurde das selbstbetitelte fünfte Athena-Album veröffentlicht. Athena ist mit dem Lied Tam Zamanı Şimdi (deutsch: ‚Jetzt ist der richtige Augenblick‘) auf dem Soundtrack des Videospiels FIFA 06 vertreten. 2006 erschien die EP İT mit fünf neuen Titeln. Unter anderem coverte die Band den Nirvana-Klassiker Breed mit eigenem türkischem Liedtext und versah ihn mit dem neuen Liedtitel Köpek (dt. ‚Hund‘). Im darauffolgenden Jahr ging Athena für den türkischen Fußball-Traditionsclub Fenerbahçe Istanbul ins Studio, um eine EP mit dem Titel 100 Şerefli Yıl aufzunehmen.
Von 2013 bis 2018 war Gökhan Jurymitglied der türkischen Castingshow O Ses Türkiye, von 2015 bis 2017 auch gemeinsam mit seinem Bruder Hakan.

## Persönliches
Im Februar 2007 gab Athena nach einem Konzert in Amsterdam eine Schaffenspause bekannt, da Gökhan Özoğuz für einige Monate zum Sprachtraining nach London ziehen und sein Bruder Hakan Özoğuz sowie Ozan Musluoğlu ihren Militärdienst antreten sollten. 
Die Zwillinge Gökhan und Hakan Özoğuz sind Cousins der türkischstämmigen deutschen Politikerin Aydan Özoğuz, sowie von Yavuz und Gürhan Özoğuz.

## Diskografie

### Alben
- 1991: Punished Society (dt. Bestrafte Gesellschaft) (Demoaufnahme)
- 1993: One Last Breath (dt. Ein letzter Atemzug) (Demoaufnahme)
- 1998: Holigan
- 2000: Tam Zamanı Şimdi (dt. Jetzt ist der richtige Augenblick)
- 2002: Herşey Yolunda (dt. Alles läuft richtig)
- 2004: Us (dt. Verstand)
- 2005: Athena
- 2010: Pis (dt. schmutzig).
- 2014: Altüst (dt. durcheinander)

### EPs
- 2001: Mehteran Seferi (dt. Reise der (Janitscharen-) Musiker)
- 2004: For Real
- 2006: İt (dt. Köter)
- 2007: Fenerbahçe'nin 100 Şerefli Yılı (dt. Fenerbahçes 100 ehrenvolle Jahre)

### Singles
- 1991: Horror Dimensions
- 1998: Skalonga
- 1998: Senden, Benden, Bizden (Original: Bobby Capó – Quizás, quizás, quizás)
- 1998: Holigan
- 1998: Tarlaya Ektim Soğan
- 2001: Yaşamak Var Ya
- 2001: Palavra
- 2001: Macera
- 2001: 12 Dev Adam (Song für die Basketball-Europameisterschaft 2001)
- 2002: Erkilet Güzeli (mit Laço Tayfa)
- 2002: Sende Yap
- 2002: Öpücük
- 2002: Bak Takılmana
- 2002: An
- 2003: Savaşa Hiç Gerek Yok (mit Aylin Aslım, Bülent Ortaçgil, Mor ve Ötesi, Vega, Feridun Düzağaç, Koray Candemir & Nejat Yavaşoğulları)
- 2004: Easy Man
- 2004: I Love Mud On My Face
- 2004: For Real (ESC-Beitrag der Türkei)
- 2004: Durmaz İnsan Hayvan Olunca
- 2004: Yalan
- 2004: Maskeli Balo
- 2005: Çatal Yürek
- 2005: Kime Ne
- 2006: Köpek (Original: Nirvana – Breed)
- 2010: Serseri Mayın
- 2010: Arsız Gönül
- 2010: Pis
- 2011: Ben Böyleyim (Original: Frank Sinatra – My Way)
- 2011: Özgürce Yaşa
- 2012: Bir Araya Gelemeyiz
- 2014: Kafama Göre
- 2014: Parçalanıyoruz
- 2014: Ses Etme
- 2016: Geblo (Kötü Kedi Şerafettin)
- 2017: Geberiyorum (Nazım Hikmet Ran Günler Şiiri)
- 2022: Mamak Türküsü
- 2022: Haklıyız Kazanacağız
- 2023: Dam Üstüne Çul Serer
- 2024: Aşkın Yeter

## Auszeichnungen
- 2001: Altın Kelebek Award in der Kategorie Beste Musikgruppe
- 2002: Altın Kelebek Award in der Kategorie Beste Musikgruppe
- 2002: Kral Türkiye Müzik Award in der Kategorie Beste Musikgruppe
- 2003: Kral Türkiye Müzik Award in der Kategorie Beste Musikgruppe
- 2017: Altın Kelebek Award in der Kategorie Beste Musikgruppe
- 2018: Altın Kelebek Award in der Kategorie Beste Musikgruppe